# Gabriel Popescu
Gabriel Popescu (født 25. december 1973) er en tidligere rumænsk fodboldspiller.

## Rumæniens fodboldlandshold
| Romaniens landshold | Romaniens landshold | Romaniens landshold |
| År                  | Kmp                 | Mål                 |
| ------------------- | ------------------- | ------------------- |
| 1996                | 3                   | 0                   |
| 1997                | 4                   | 1                   |
| 1998                | 7                   | 0                   |
| Total               | 14                  | 1                   |